# 纪见隧道 (国道371号)
纪见隧道（日语：／）是日本国道371号的一座公路隧道，穿过大阪府河内長野市与和歌山县橋本市之间的紀見峠，单洞两车道，全长1,453（0.90英里），1968年3月开工，1969年3月建成通车，由和歌山县管理。